# Taveta (Kenia)
Taveta es una localidad de Kenia, con estatus de villa, perteneciente al condado de Taita-Taveta. Tiene 13 377 habitantes según el censo de 2009. Tiene una altitud de 911 m s. n. m.

## Ubicación
La ciudad de Taveta se localiza en una proyección del territorio de Kenia que limita al norte y al oeste con Tanzania. La irregularidad en la frontera fue creada c. 1881, cuando la reina Victoria le dio el Kilimanjaro como regalo de bodas a su nieto, entonces príncipe heredero de Prusia y más tarde Kaiser Guillermo II de Alemania. Posteriormente, la frontera se ajustó de manera que el Kilimanjaro cayera dentro de los límites del África Oriental Alemana en lugar del África Oriental Británica.
La ciudad está situada en la frontera con Tanzania, justo enfrente de la ciudad de Holili, aproximadamente 111 kilómetros por carretera, al oeste de Voi, la ciudad grande más cercana, en la carretera de Arusha-Holili-Taveta-Voi. Esta se encuentra aproximadamente a 305 kilómetros por carretera al sureste de Nairobi, la capital y ciudad más grande de Kenia.  Además del Monte Kilimanjaro, Taveta está prózima al lago Chala, un lago de agua dulce volcánico de extraordinaria profundidad.

## Geología
En el área de Taveta se encuentra el Cinturón de Mozambique (con algunos afloramientos aislados), roca volcánica terciaria y otros materiales del Pleistoceno y depósitos recientes, que incluyen depósitos lacustres en el lago Jipe, aluviones lo largo del río Tsavo y piedra caliza secundaria alrededor de Salaita y entre esta y Vilima Viwili.